# Velkommen igen, Guds engle små
Velkommen igen, Guds engle små er en dansk julesalme i otte strofer med tekst af N.F.S. Grundtvig skrevet i 1824 og ældste melodi af A.P. Berggreen fra 1832 Salmen findes i Grundtvigs salmesamling Sang-Værk til den Danske Kirke (udkommet i 1836-37) og i Den Danske Salmebog som nr. 99.

## Historie
N.F.S. Grundtvig skrev "Velkommen igen, Guds engle små" i løbet af julenat 1824, mens han forberedte sin prædiken til juledag. I sin samtid var Grundtvig meget bekymret over rationalismens indtog i den danske evangelisk-lutherske kirke og især over ideologiens fornuftsprægede udlægning af Bibelens tekster, som han mente var i klar modstrid med den kristne tro. Den rationelle tidsånd gjorde ham fortvivlet og usikker på sig selv, og aftenen inden juleaftensdag var inspirationen til en juledagsprædiken udeblevet, og en dyb sorg havde lagt sig over ham. Et døgn senere var sindstilstanden helt forandret. En ældre guldsmed ved navn Clausen, der var taget til julegudstjeneste i Vor Frelsers Kirke på Christianshavn med sin datter, gav følgende beretning derfra: "Da Grundtvig kom på prædikestolen, var der som en forklaret glans over hans åsyn. Han så lys og glad ud. Men størst var glansen over ham, da han sluttede sin prædiken med at sige, at han i denne julenat havde fået en ny sang, som han nu ville meddele. Han fremsagde da med mild og glad røst: Velkommen igen, Guds engle små."
Forfatteren Peter Østergaard mener i et essay fra 1953, at ånden og de glade barndomsminder må være kommet over Grundtvig natten til juledag og på denne måde har fortrængt hans julesorg. Han mindes barndommens julestemning med poesien om engle, der stiger ned fra Himmelen og besøger Udby præstegård, hvor de modtages af hans far, Johan i den kolde julenat.
Grundtvig beskriver endvidere i salmen de fattige kår i præstegården og børnene, dvs. ham selv og hans søskende, der drømmer om julens varme og om fødslen i Betlehem, indtil han og alle børnene glade vågner op julemorgen og hører kirkeklokkernes kimen: "Da vågner de mildt i morgengry, og tælle mer ej timer, da hører vi julesang på ny, som sig med hjertet rimer, da klinger det sødt i højen sky, mens juleklokken kimer." Peter Østergaard mener, at Grundtvig julenat stod ved en skillevej i sit liv, i hvilken han udlevede sin egen "jakobsstrid", altså en almenmenneskelig sjælelig kamp om troen, som i sidste ende mundede ud i en sejr:"O måtte vi kun den glæde se, før vore øjne lukkes, da skal som en barnemoders ve, vor smerte sødt bortvugges, vor fader i himlen lad det ske, lad julesorgen slukkes!"

## Melodi
A.P. Berggreens melodi fra 1832 er den mest benyttede i Grundtvigs julesalme, men i 1838 komponerede C.E.F. Weyse en anden melodi, der særligt bruges i forbindelse med korarrangementer. Weyse havde lavet den til børnenes korsang på skolerne, men efterfølgende blev den optaget og trykt i kirkens koralbøger.